# Real Sociedad Gimnástica de Torrelavega
Maillots
La Real Sociedad Gimnástica de Torrelavega est un club de football espagnol basé à Torrelavega en Cantabrie.

## Histoire
Le club passe 9 saisons en Segunda División (deuxième division) : en 1939-1940, de 1949 à 1954, puis de 1966 à 1968. Il obtient son meilleur classement en D2 lors de la saison 1949-1950, où il se classe 5e du Groupe I, avec 15 victoires, 7 matchs nuls et 8 défaites, avec un total de 37 points.
Le club évolue par ailleurs pendant de nombreuses saisons en Segunda División B (troisième division).

## Joueurs emblématiques
- Diego Camacho
- Vicente Engonga
- Javi Venta
- Ilshat Faïzouline